# Exuperancio de Cingoli
Exuperancio de Cingoli (en italiano: Es[s]uperanzio) es un santo católico que murió en el siglo V.
Fue obispo de Cingoli, en la región de Marcas, Italia en 496/497, y podría haber sido natural de África. Poco se sabe de él con certeza, pero la tradición atribuye numerosos milagros a su intercesión tanto durante su vida como después de su muerte, incluido el cese de un brote de peste.
Su fiesta es el 24 de enero.  Sus símbolos característicos para la representación artística son la pancarta y el libro.